# John Elliott Cairnes
John Elliott Cairnes (26 de diciembre de 1823 - 8 de julio de 1875) fue un economista irlandés. A menudo se le describe como el "último de los economistas clásicos".
John Cairnes nació en Castlebellingham, localidad irlandesa del Condado de Louth. Era el hijo de William Elliott Cairnes (1787-1863) y Marianne Woolsey, sobrina de Sir William Bellingham, primer baronet de Castlebellingham. El padre de John fue socio de la fábrica de cerveza Woolsey en Castlebellingham. En 1825, William Cairnes inició por cuenta propia una fábrica de cerveza en Drogheda, que logró un rotundo éxito. Fue recordado por su gran capacidad de negocio y por el profundo interés que se tomó por los más necesitados.
Después de salir de la escuela, John Cairnes pasó algunos años en el negocio de su padre en Drogheda. Sin embargo un tiempo después entró en el Trinity College de Dublín, donde se graduó en 1848, y seis años más tarde culminó una maestría. Estuvo un tiempo dedicado a temas jurídicos y durante algunos años se dedicó en gran medida a escribir en la prensa sobre cuestiones de carácter social y económico que afectaban a Irlanda, especialmente la economía política con gran rigor.
En 1856, cubrió una vacante en la cátedra de economía política en Dublín fundada por el arzobispo Richard Whately. De acuerdo con el reglamento de la fundación, se publicaron en 1857 las conferencias de su primer curso académico, con el título Character and Logical Method of Political Economy. El libro hacía un seguimiento del tratamiento de John Stuart Mill de algunas cuestiones no resueltas en la economía política, y supuso una introducción admirable al estudio de la economía como ciencia. Su siguiente contribución a la ciencia económica fue una serie de artículos sobre la cuestión de oro, publicado parcialmente en la revista londinense Fraser's Magazine, en la que se analizaban las consecuencias probables de la mayor oferta de oro por los nuevos yacimiento descubiertos en Australia y California y otro artículo publicado en el Edinburgh Review de julio de 1860, crítico con el trabajo M. Chevaliers sobre la caída probable en el valor del oro.
En 1861, Cairnes fue nombrado para la cátedra de jurisprudencia y economía política en el Queens College de Galway y al año siguiente publicó su obra The Slave Power (El poder de la esclavitud) en el que exponía las desventajas inherentes a la contratación de mano de obra esclava. En él opinaba sobre un más que probable conflicto militar en Estados Unidos, lo que fue verificado con el desencadenamiento de la Guerra de Secesión de Estados Unidos. Durante el resto de su residencia en Galway, Cairnes solo publicó algunos documentos sobre la cuestión irlandesa. Su salud, que en ningún momento fue muy buena, se debilitó aún más en 1865 por una caída de un caballo. En 1866 fue nombrado profesor de economía política en la University College de Londres. Renunció a su cargo en 1872 por motivos de salud y se retiró con el título honorífico de profesor emérito de economía política. En 1873 su propia universidad le confirió el grado de Doctor en Derecho. Ese mismo año publicó The Political Essays y The Essays in Political Economy, Theoretical and Applied y en 1874 Some Leading Principles of Political Economy newly Expounded, que es probablemente su obra más importante. Murió en Blackheath, cerca de Londres, el 8 de julio de 1875.